# Dacia Jogger
Dacia Jogger (транскр. Дачија Џогер) је мали аутомобил Б сегмента који производи румунска фабрика аутомобила Dacia од 2021 године и базиран је на аутомобилу Logan.